# 국학기공
국학기공(國學氣功)은 대한민국에서 유래된 체조이다. 한국의 전통 수련법을 현대인의 생활에 맞게 체계화된 스포츠이다.

## 참고 문헌
- 〈국학기공〉. 《스포츠 백과》. 대한체육회. 2008.
- 김승현 (2010년 11월 18일). “국학기공이란… 기체조 +단요가 +단전호흡 +기공… 근육·내장기능 강화”. 문화일보.
- 김태호 (2020년 2월 3일). “국학기공, 대한체육회 인정한 유일한 '기체조'”.

## 같이 보기
- 대한국학기공협회